# Doblička Gora
Doblíčka Gôra (nemško Döblitschberg) je naselje v Sloveniji v Občini Črnomelj. Leži v Beli krajini in je del Jugovzhodne statistične regije. Povprečna nadmorska višina naselja je 305 m. Na JV meji na Dobliče, na SV na Jelševnik, na S na Mavrlen, na J na Grič pri Dobličah. Pomembnejša bližnja naselja so Dobliče (2 km) in Črnomelj (7 km).
V naselju se nahaja cerkev sv. Vida, ki je bila zgrajena leta 1824 v baročnem slogu na mestu nekdanjega objekta iz 17. stoletja. V njej je neobaročni oltar s slikama Janeza Potočnika iz 19. stoletja. Stranski oltar je posvećen sv. Antonu. Cerkev je bila večkrat prezidana.